# Elecciones estatales de Puebla de 1980
Las Elecciones estatales de Puebla de 1980 se llevaron a cabo el domingo 30 de noviembre de 1980, y en ellas se renovaron los siguientes cargos de elección popular:
- Gobernador de Puebla. Titular del Poder Ejecutivo del estado, electo para un periodo de seis años no reelegibles en ningún caso, el candidato electo fue Guillermo Jiménez Morales.
- 217 Ayuntamientos. Formados por un Presidente Municipal y regidores, electo para un período de tres años, no reelegibles para un período inmediato

## Resultados electorales

### Gobernador
|  | 8.8 % |

|  | 83.6 % |

|  | 1.5 % |

|  | 1.5 % |

|  | 0.6 % |

|  | 1.9 % |

|  | 1.0 % |

|  | 100 % |

|  | 0 % |

|  | 51.3 % |

|  | 48.7 % |